# Réseau des écoles françaises à l'étranger
Le Réseau des écoles françaises à l'étranger (ResEFE) est constitué de 5 établissements d'enseignement supérieur et de recherche français en sciences humaines et sociales, établis à l’étranger et régis par le décret n° 2021-146 du 10 février 2021 :
- l'École française d'Athènes,
- l'École française de Rome,
- l'Institut français d'archéologie orientale du Caire,
- l'École française d'Extrême-Orient, qui comprend 18 centres et antennes dans 12 pays d'Asie, mais dont le siège est situé à Paris,
- la Casa de Velázquez à Madrid.

## Missions
Ces établissements accomplissent, dans les pays et régions où ils sont implantés, des missions de formation, de recherche, de diffusion et de valorisation dans de nombreux domaines : archéologie, histoire, anthropologie, ethnologie, philologie, histoire de l'art, sciences religieuses ou sciences sociales. 
Ils accueillent des doctorants et post-doctorants français ou étrangers, des chercheurs en résidence, des membres d'un an renouvelable ou permanents, des boursiers, des stagiaires pour les fouilles archéologiques ou étudiants en séminaire de formation doctorale. 
Les 5 établissements assurent la diffusion et la valorisation des données qu'ils produisent et publient une centaine de monographies, revues spécialisées et actes de colloques chaque année. Ils organisent aussi des manifestations scientifiques (conférences, expositions), à destination des spécialistes et du grand public, en France et à l'étranger.

## Gouvernance
Relevant du ministère de l'Enseignement supérieur, de la Recherche et de l'Innovation, ils sont placés sous les tutelles de l'Académie des inscriptions et belles-lettres, l'Académie des sciences morales et politiques et l'Académie des beaux-arts (pour la section artistique de la Casa de Velázquez) de l'Institut de France.
Régis par un décret commun à partir de 2021, ils sont représentés à France Universités (2013, ex-Conférence des présidents d'université).
En janvier 2015, les EFE ont établi par convention un « comité des directeurs » avec présidence tournante, instance de réflexion et de proposition du Réseau. Le décret n° 2021-146 du 10 février 2021 (art. 18) reconnaît ce Réseau sur le plan réglementaire et définit ainsi ses missions : la formation et la préparation à l'insertion professionnelle ou à l'évolution de carrière des membres ; la recherche et sa valorisation par la publication et la diffusion ; la stratégie relative aux données de la recherche ; la convergence de projets scientifiques et la mutualisation des moyens.
Il est également doté d'un Conseil d'Orientation Stratégique (COS) défini par l’art. 18.2 du décret n° 2021-146 du 10 février 2021  : 
« Le Réseau est doté d’un conseil d’orientation stratégique constitué de sept personnalités scientifiques françaises et étrangères désignées, pour un mandat de cinq ans, par le ministre chargé de l’enseignement supérieur, dont cinq sur proposition du comité des directeurs. Ce conseil appuie le Réseau des écoles par ses avis, ses recommandations et ses propositions. Le comité des directeurs l’informe chaque année de son action. Il peut, de sa propre initiative, appeler l’attention du comité des directeurs. Le conseil d’orientation stratégique fixe ses modalités d’organisation dans un règlement intérieur ».